# YF-73
YF-73は、中国で最初に成功した液体水素/液体酸素を推進剤とするガス発生器サイクル、ジンバル式の姿勢制御装置を備えたロケットエンジンである。
静止軌道に通信衛星を打ち上げる目的で長征3号の上段に使用する推力4トンのエンジンとして1970年代初頭に開発され、1984年に初めて打ち上げられた。1994年時点でより強力で信頼性の高いYF-75に置き換えられた。

## 歴史
1961年、中国は銭学森の主導で液体水素/液体酸素を推進剤として使用する極低温エンジンの開発を開始した。1965年3月、最初の推力200kgの燃焼器の試験が成功した。1970年、点火装置と推力800kgの燃焼室が開発された。1970年10月に推力4トンの試作機の開発作業が開始された。このエンジンはガス発生器サイクルで1975年1月25日に初めて燃焼試験を実施した。中国政府は1975年3月、長征3号の上段用として、より強力なエンジンの実用化（311計画）に移行することを決定した。最初の打ち上げは1984年4月8日の中国初の静止通信衛星である東方紅2号の打ち上げだった。エンジンは2000年により強力で高信頼性のYF-75によって引退するまで13回（そのうち3回は失敗）の打ち上げに使用された。

## 技術的特長
YF-73は液体水素/液体酸素を酸素/水素の混合比5で燃焼する。長征3号の最初の型式の第3段の推進を担う。YF-75はそれぞれ個別のガス発生器とターボポンプを備えた4基のエンジンで構成される。燃焼器の圧力は26 barでノズルの膨張比は40である。比推力は真空中で425秒である。推力は4.4トンである。エンジンの推力方向は2基のシリンダーで方向を変えることが可能である。全高1.44m、最大幅2.2m、重量は236kgである。